# Agonum
Agonum là một chi bọ cánh cứng thuộc họ Harpalinae, bản địa của Bắc Phi, Cận Đông, miền Tân bắc và miền Cổ bắc, bao gồm châu Âu.
Chi is wet-loving and is well represented in Ireland, where species number exceed anywhere else in Europe.

## Hình ảnh

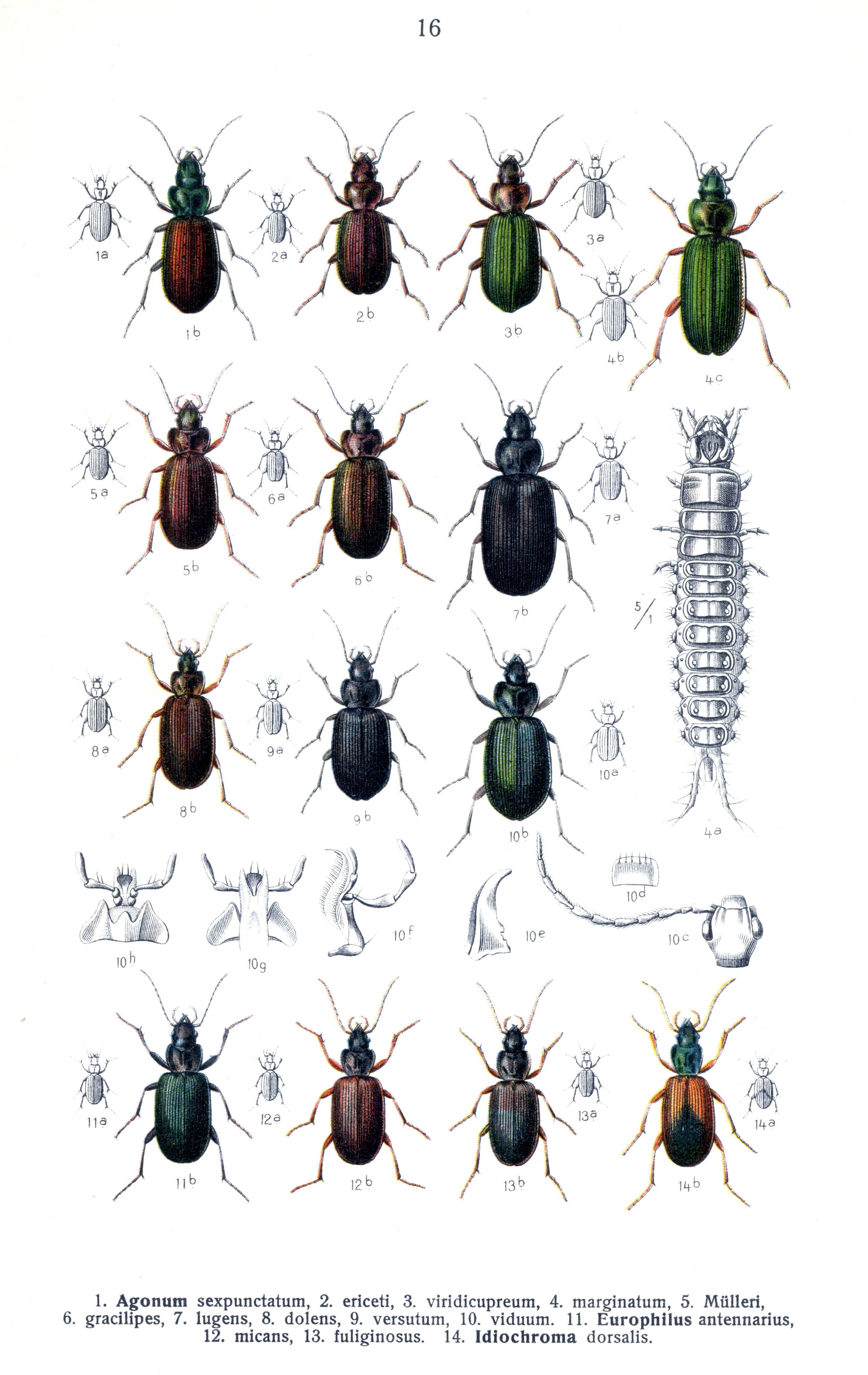
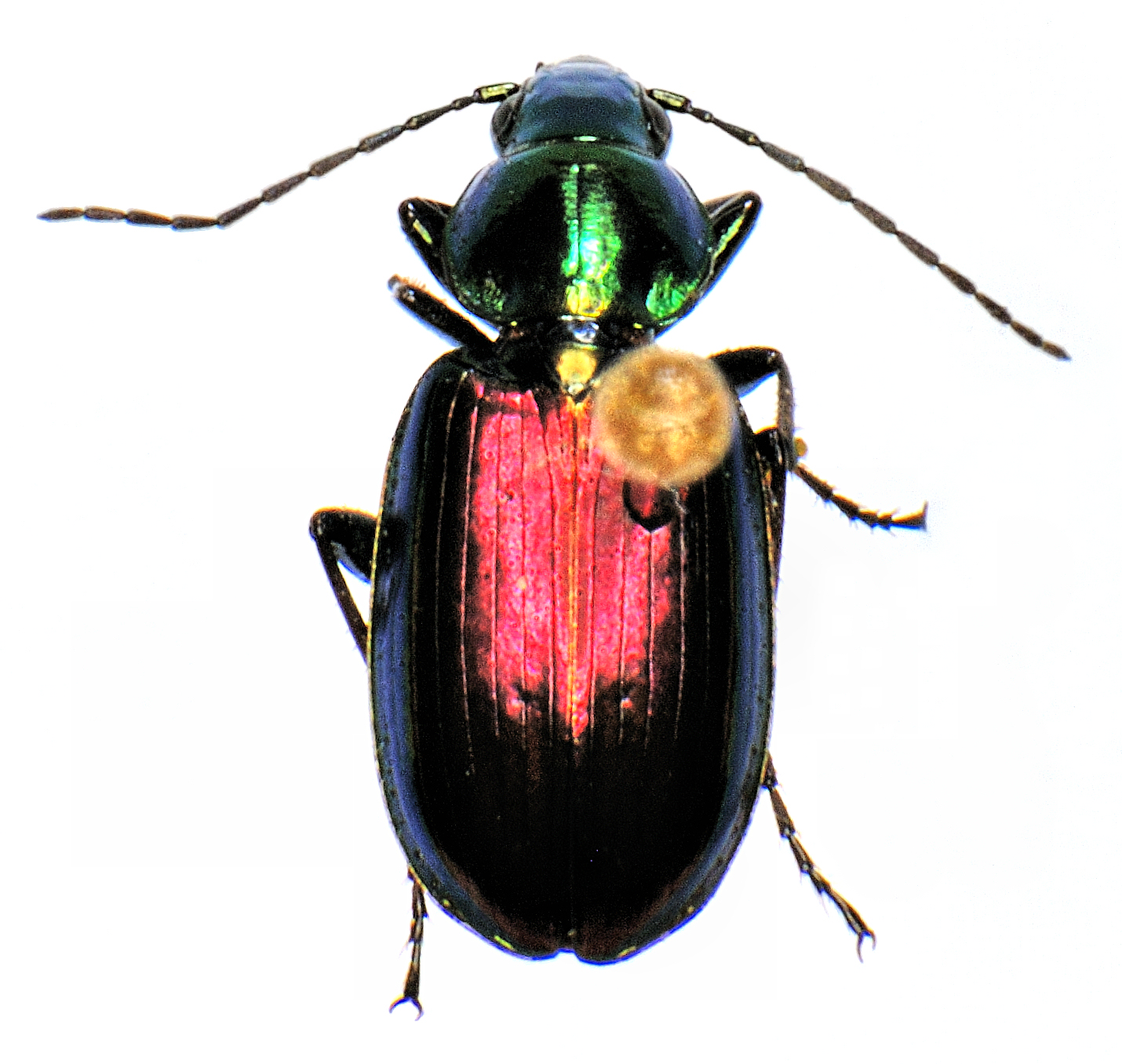
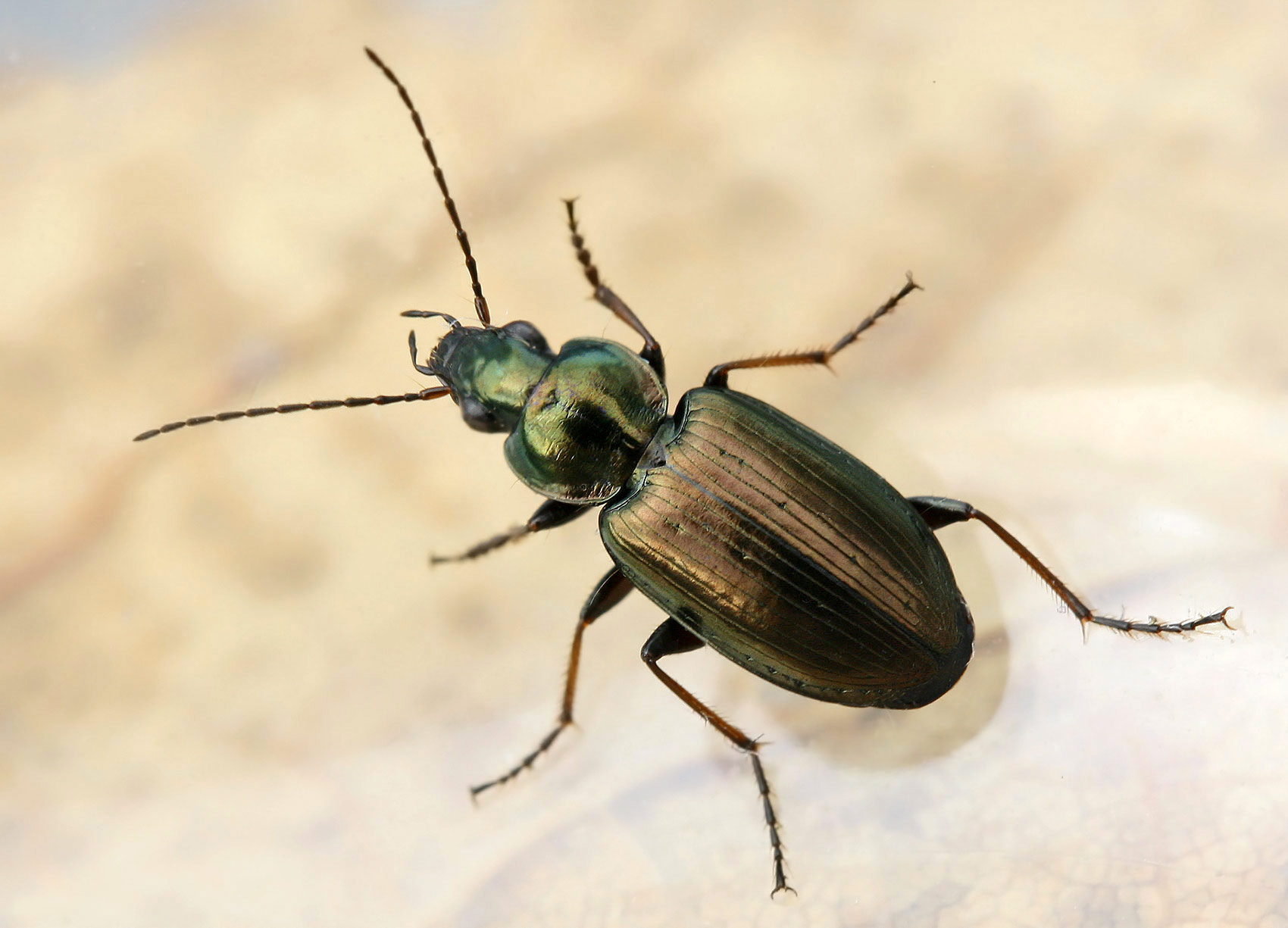
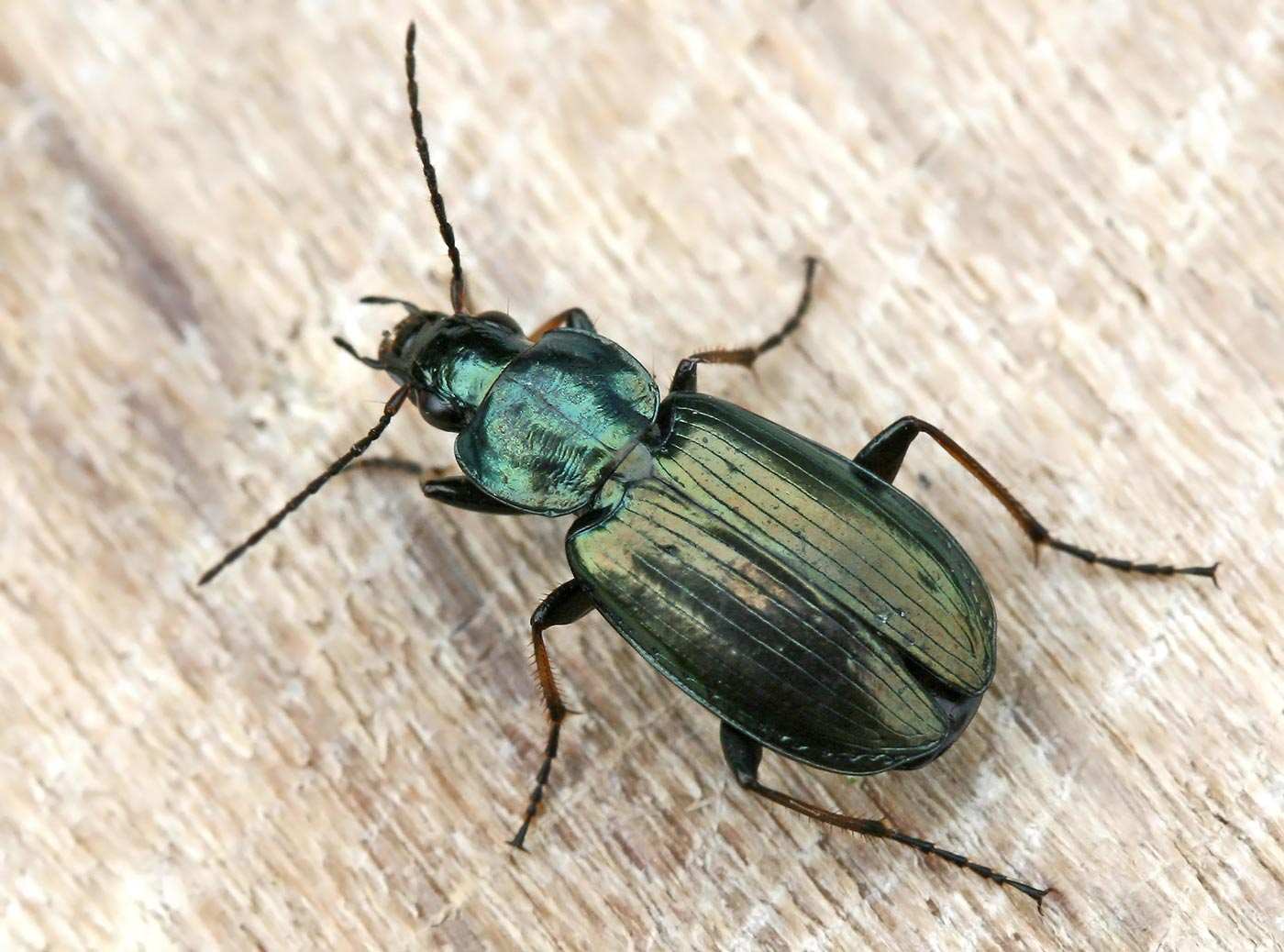